# Poglavari Crnogorske pravoslavne Crkve
Crnogorska pravoslavna Crkva je formirana 1993. godine. Neki izvori[koji?] navode da postoji od 1766. godine (kada su Osmanlije ukinuli Pećku patrijaršiju) i da je de iure bila Autokefalna Crkva.
Od 1993. na njenom su čelu:
- Antonije Abramović 1993. – 1996.
- Mihailo Dedeić 1997. – 2023.
- Boris Bojović 2023. – danas (osporava Mihailo Dedeić)[3]